# ダグラス DC-7
ダグラスDC-7
Douglas DC-7
デルタ航空のDC-7
- 用途：旅客機
- 分類：大型レシプロ旅客機
- 製造者：ダグラス・エアクラフト
- 運用者：
アメリカン航空
パンアメリカン航空
デルタ航空
日本航空
英国海外航空
スカンジナビア航空
スイス航空など
- 生産数：338機
- 運用開始：1953年8月
- 運用状況：引退

ダグラス DC-7(Douglas DC-7)は アメリカ合衆国のダグラス・エアクラフト社が開発した大型レシプロ旅客機。1953年運用開始。
ダグラス初の4発大型旅客機であるDC-4の与圧型として、先行して市場に投入され成功していたDC-6をベースに、強力形エンジンを搭載した性能強化型と言える機体である。既にジェットエンジンやターボプロップ式の旅客機が実用化されつつあった1950年代の過渡期、世界の主要航空会社に導入され、幹線航空路に投入されたが、搭載された大型レシプロエンジンの出力向上策は極限域に達し、騒音・振動による居住性悪化と信頼性の両面で問題を抱えることになり、同時期の欧米におけるジェット旅客機開発進行とも並んで、レシプロエンジン旅客機の技術的限界を示す結果となった。
このため、先行したDC-6ほどの商業的成功は収められず、1950年代末期に出現したボーイング707やダグラス自社のDC-8などの第一世代ジェット旅客機に、短期間で主力の座を譲った。ダグラスが最後に開発したレシプロ旅客機であり、またダグラス製量産型旅客機では珍しい、政府や軍用機としての受注がなく、民生用のみに生産されたモデルになった。

## 概要

### DC-6強化型としての開発
当時DC-6Bを運航していたアメリカン航空が、ライバルのトランス・ワールド航空が運航するロッキードL-1049G・スーパーコンステレーション機に対抗して、アメリカ大陸の無着陸横断飛行が可能な新型機開発をダグラス社に依頼、開発が開始された。
既に与圧構造設計を導入していたDC-6をもとに、スーパー・コンステレーションと同じ強力なターボコンパウンド付エンジンのライトR-3350に換装した点が主な変更点で、DC-6型と外観の相違としてはプロペラブレードが3翅から4翅に変更、エンジン・カウル全体が大型化して排気口が4箇所に増え、高温度排気ガスからの保護補強策にエンジン･ナセルの一部をチタン合金で強化している。エンジン重量と出力強化に伴い、DC-6A/B型胴体の後部を1.02m延長化、主脚は降下時エアブレーキへ併用出来るものとした。

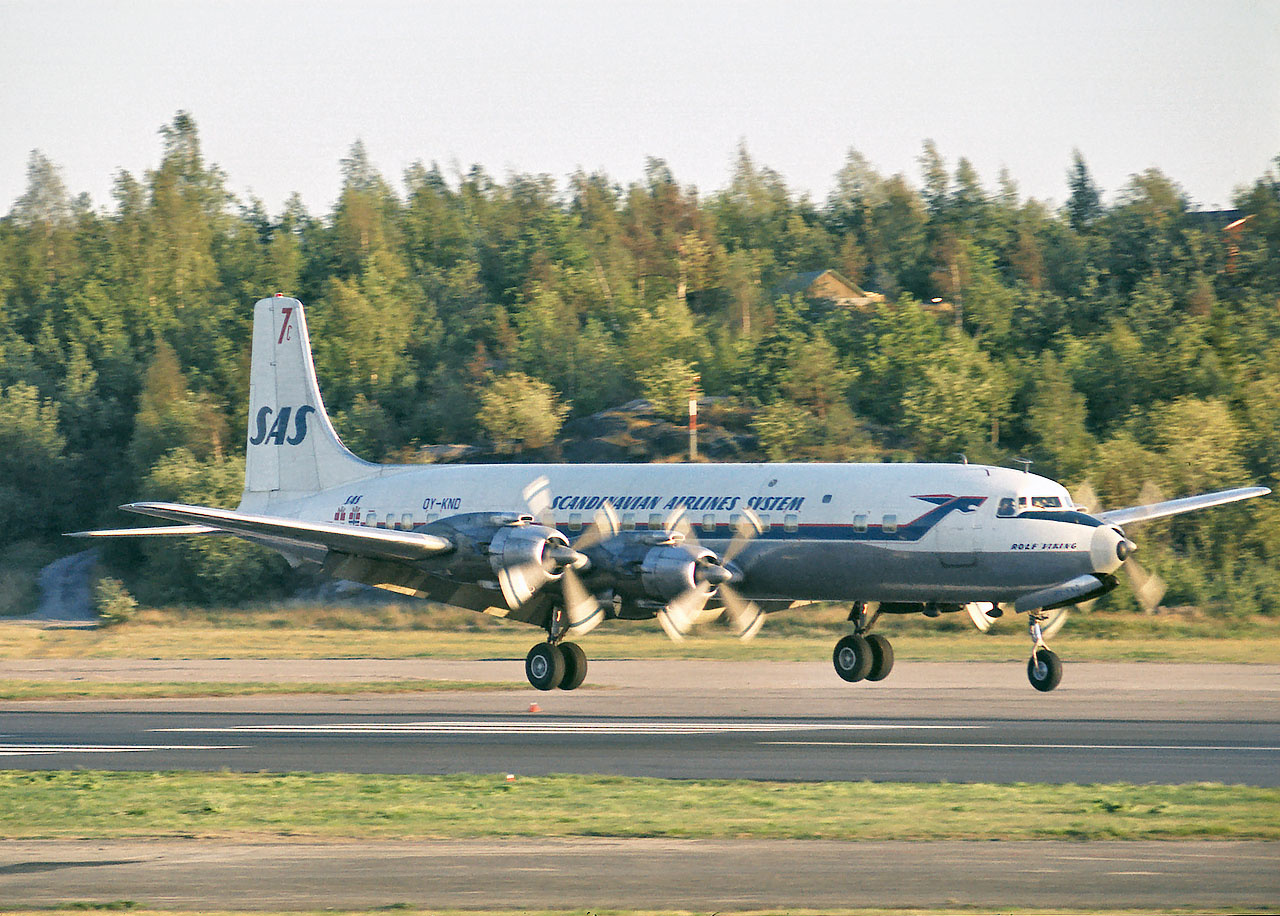
スカンジナビア航空のDC-7C

1953年8月、北米国内線でアメリカン航空、ユナイテッド航空、デルタ航空の3社各路線に就航したが、ターボコンパウンド付エンジンに起因する客室へ及ぼす振動と騒音は納期までに克服できなかった。
DC-7B型は、フラップ面積拡張、燃料タンクの翼内やエンジン・ナセル後方への追加増設などが実施され、長距離便用とされたが、北大西洋航路では燃料消費で不利な西行便や悪天候時に途中のテクニカルランディング(給油)が必要であった。それでも北米大陸横断の急行便用には過不足無く、事業拡大から早い納入による増機を図っていたイースタン航空などから追って発注された。
DC-7型機体の基本構造設計はDC-4型機がベースで既に旧式化は否めず(与圧仕様は試作機DC-4Eで採用、再設計した量産DC-4型機仕様も同様へ、ところが戦時下に軍用モデルC-54/R5Dが優先大量簡略生産されたことから与圧装備は省略、戦後生産の民間向DC-4型少数機が与圧装備に留まった)、DC-4/DC-6シリーズ以来の継ぎ充ての補強を重ねた機体構造全体と、最新高出力のターボコンパウンド付エンジンでは組み合わせは著しく不均衡な状態から、エンジン振動とその騒音から客室居住性環境はDC-6B型より劣等だった。既に実績があり無理の少ない在来型のDC-6シリーズを選ぶ航空会社も多く、DC-7生産中も並行生産が続いた。

### DC-7Cの開発と商業的失敗
カスタマーたる航空会社からの更なる性能向上要求は、DC-7に後発設計のボーイング377も搭載した新型エンジン、P&W・R-4360搭載を促した。前述の通り旧式化するDC-4/DC-6シリーズへR-4360エンジンは機体自体がエンジンにたいして小型となり、この重いエンジンと騒音・振動と高出力には新たな機体構造の新規設計が必要だった。だが開発時限からダグラス社は抜本的新設計に踏み切れず、大幅なリニューアルで、大西洋無着陸横断路線用DC-7C型（愛称「セブンシーズ（Sevenseas）」）を開発した。
DC-7B型を導入中のパンアメリカン航空は未納発注分振替で、またDC-7B型の購入を見送った長距離路線オペレータの日本航空、スカンジナビア航空やスイス航空などが相次いでDC-7C型を発注、7Cは1956年のパンナムのニューヨーク - ロンドン間大西洋無着陸横断路線を皮切りに、大手航空会社の主要長距離路線に就航した。
これに先立ち、1952年に世界初の定期便用ジェット旅客機デ・ハビランド DH.106 コメットが就航、世界各国の主要航空会社からの注目が集まっており、追随してのジェット旅客機開発に欧米の航空機メーカー複数が着手していた。パンアメリカン航空や日本航空、スカンジナビア航空もジェット機を発注しており、劣速のレシプロ機であるDC-7型シリーズは注文頭打ちが予想され、ダグラスもジェット4発旅客機DC-8型の急速な開発製造を進めたが、レシプロ旅客機分野でコンステレーション・シリーズを擁するロッキードとのダンピング競争はダグラスの財力悪化に追い打ちをかけ、マクドネル・エアクラフトによる救済合併の原因となった。
DC-7Cとそのライバルであるロッキード「スーパーコンステレーション」「スターライナー」は、既に1950年代中期時点で、大型ジェット旅客機導入までの「つなぎ」として生産される過渡的な機体になっていたが、結果的にレシプロエンジン旅客機の大型高出力化や速度向上の限界を、商業運航される実機として如実に示す羽目にもなり、幹線航空輸送の役割を、名実ともにジェット旅客機に早期に譲るに至った。

### 早期の商業運航撤退
幹線航空路へのジェット機就航で、DC-7(A)/B型は夜行便やローカル路線へ配置換えされたが、その居住性の悪さによる不評は深刻で、ローンチカスタマーのアメリカン航空ではDC-7/DC-7A型を経年約5年程度で次々スクラップ処分。DC-7A/B型ほかも徐々に売却処分か転用を進め、1962年に旅客便から引退後、貨物型に改装し自社の貨物定期便へ転用または売却し、他社へリースした機体を除き1965年頃運用を終えた。他社でも、DC-8やボーイング707、コンベア880などの導入が進んだ影響を受け、1963年頃には定期旅客便から外れ、チャーター旅客便か貨物機に転用されて、1967年頃には転売されている。
こうして早々と1960年代前期の中古旅客機市場に放出されたDC-7型であったが、複雑すぎるターボ・コンパウンドエンジンに代表される整備面での運航コスト負担が大きいことから、中古機を購入する航空会社等からは嫌われ、DC-6型機より低価格で取引される状態であった。
現在も数機がアメリカや中南米で使用されているが、その多くは貨物機や消防機に改修され、旅客便やチャーターからは早期に退役している。

## バリエーション
北米大陸無着陸横断用原型のDC-7型とその改善型DC-7A型、発展型として北大西洋横断向けに航続距離を伸ばしたDC-7B型が開発された。外観上この3タイプに大きな差は無い。
DC-7B型は、両大陸連絡便の北大西洋航路では航続距離不足が指摘され、またエンジンの振動と騒音は改善されていなかったため、基本構造を流用しながらも、大幅な改設計を導入したDC-7C型「セブンシーズ」が開発された。
1950年代前期、航空会社にとってジェット機の将来性は未知な点が多く、やや先行し開発されたロッキード L-188やブリストル ブリタニアなど、レシプロ機よりは高速で、騒音・振動が少なく燃費の良いターボプロップエンジン機に注目し、大手は主に中距離路線用に採用した。この流れからDC-7型シリーズの試案では、ターボプロップエンジンへ改装したDC-7Dも検討されたが実現しなかった。

## スペック

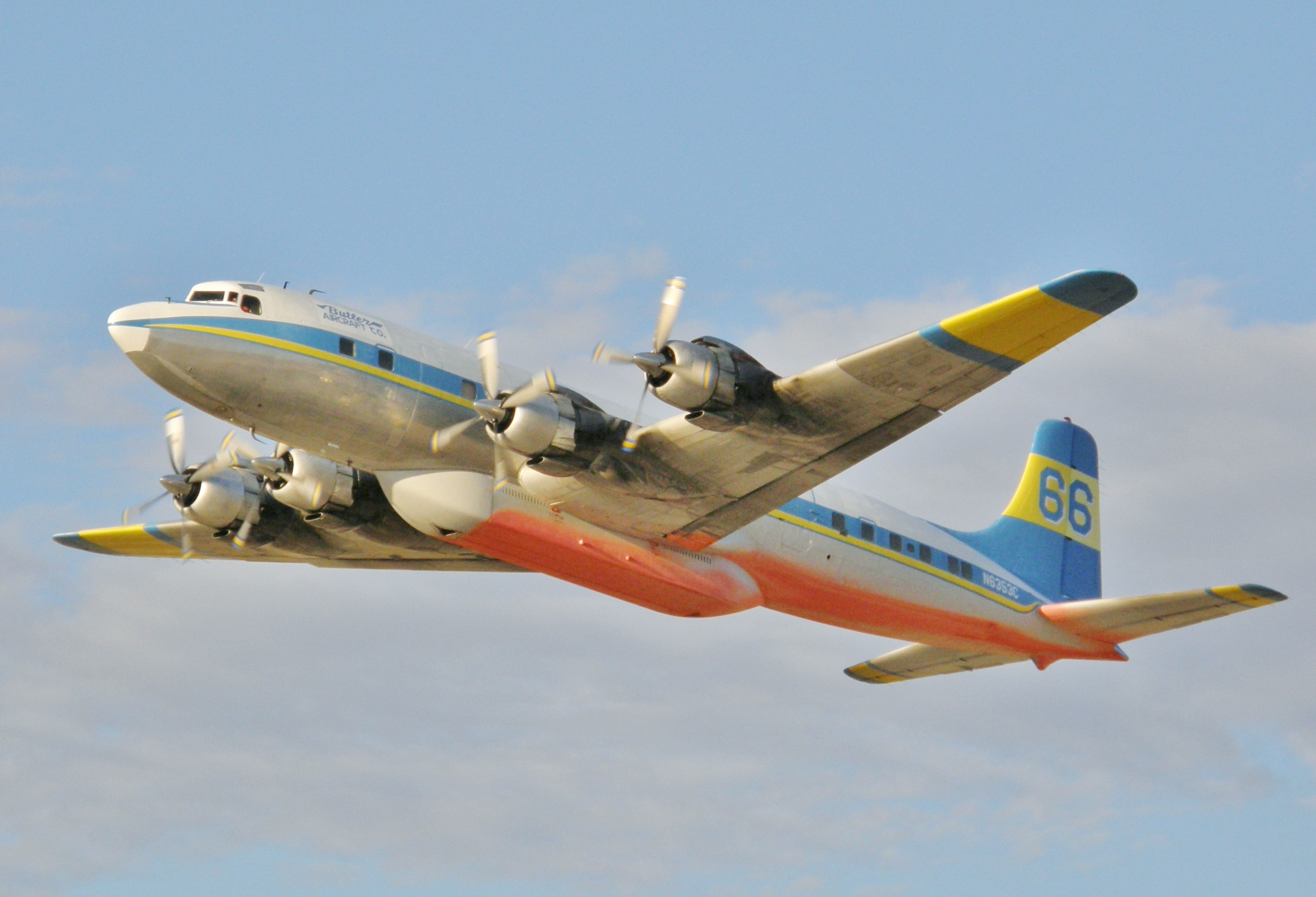
現役のDC-7（2007年）森林消防機

### DC-7B
※航空会社の仕様により多少の違いがある。
- 最高速度:406mph (650km/h)
- 高速巡航:346mph (557km/h)
- 長距離巡航:274mph (441km/h)
- 座席数:36席（国際線用）から102席（国内線用）
- 航続距離（最大ペイロード）:4,630mile (7,450km)
- 全長:33.20 m
- 全幅:35.81 m
- 全高:8.71 m
- 最大離陸重量:143,000lb (64,922kg)
- エンジン：ライト R-3350-988TC-18EA「サイクロン(cyclone)」×4基
- 出力:3,200hp/2,900rpm
- 生産数:338機

## 主なユーザー

### 航空会社

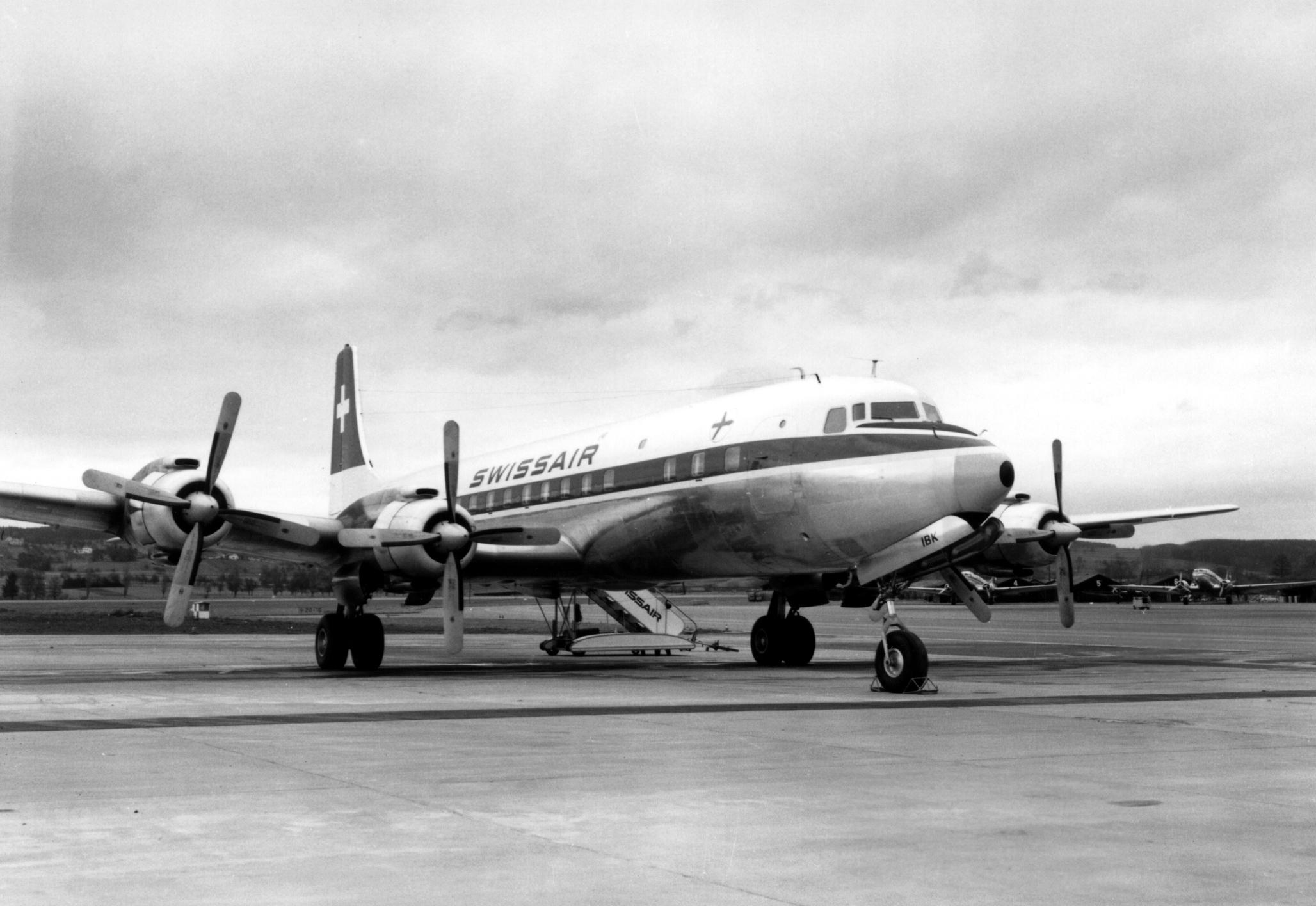
スイス航空のDC-7C

- アメリカン航空・DC-7型25機、DC-7A型9機、DC-7B型24機
- ユナイテッド航空・DC-7型57機
- イースタン航空・DC-7B型50機
- コンチネンタル航空・DC-7B型6機
- デルタ航空・DC-7型10機、DC-7B型11機
- ナショナル航空・DC-7型4機、DC-7B型4機
- パンアメリカン航空・DC-7B型7機、DC-7C型26機
- パンアメリカン・グレース・エアウェイズ(Panagra Grace Air Ways・英語版）・DC-7B型6機
- ブラニフ航空・DC-7C型7機
- ノースウエスト航空・DC-7C型14機
- 日本航空・DC-7C型4機
- 英国海外航空・DC-7C型10機
- スカンジナビア航空・DC-7C型14機
- アリタリア航空・DC-7C型6機
- スイス航空・DC-7C型5機
- 南アフリカ航空・DC-7B型4機
- メキシカーナ航空・DC-7C型3機
- KLMオランダ航空・DC-7C型15機
- サベナ・ベルギー航空・DC-7C型10機

## 日本でのDC-7

### DC-8導入までのリリーフとして

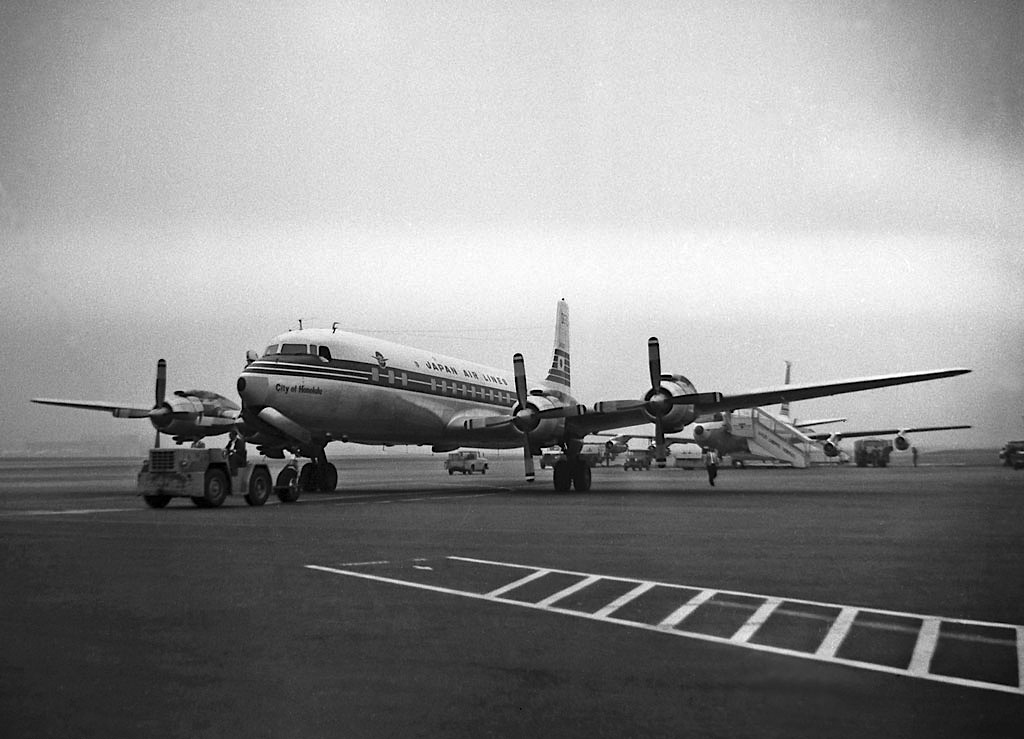
日本航空のDC-7C

日本では、当時唯一国際線の運航が認められていた日本航空が、DC-6B型の後継機として正式発注していたジェット機・DC-8型機導入までの長距離国際線の主力機として1956年4月12日に導入を決定し、1957年12月23日に初号機の「City of San Francisco」（JA6301）を受領、翌1958年2月12日より太平洋横断路線である東京 - サンフランシスコ線に就航した。DC-6B型が日本の都市を愛称にしていたのに対し、DC-7C型では海外の就航地を愛称に採用している。
ダグラス社からこれより前に納期が早いDC-7(A)/B型機の導入働きかけがあったが、当時の主力機材DC-6B型機からの代替または増機追加のどちらを考慮しても利点は多くないと判断した日本航空はその時点では断った。追ってのDC-7C型機のオファー時点では、既にジェット旅客機DC-8型機を発注済みだったが、航路で競合するパンアメリカン航空やノースウエスト航空が7C型導入を決め、その対抗上から止むを得ず採用となった。
東京からホノルルへの無着陸飛行が可能なDC-7C型機の導入により、東京 - サンフランシスコ線の飛行時間は、実飛行時間は冬期で約19時間、夏期で約21時間となり、ウェーク島経由だったDC-6B型と比べ約4時間半の飛行時間短縮が実現した。翌1959年には、東京 - ロサンゼルス線およびシアトル線、さらに定期チャーター便として運航されていたサンパウロ線でも使用され、DC-6B型機に代わる主力機として運航された。

### 短い運航期間
日本航空は最終的にDC-7C型機を4機（延べ5機）を運用したが、1960年8月12日にDC-8型機が羽田＝ホノルル＝サンフランシスコ線に就航した。日本－北米線から撤退したDC-7Cは先のDC-6Bとともに東南アジア方面路線へ振り替えたが、この航路の機材更新には1960年4月にコンベア880が発注されていた。
1961年1月6日、プロペラ機転用計画にもとづき、DC-7C型機を貨物機に改造した日本初の貨物専用機であるDC-7カーゴ（通称：DC-7F）型機を東京 - サンフランシスコ線定期便に就航させ、他は国内線に転用した。
国内線では、全日本空輸がターボプロップ機であるビッカース バイカウント型機を幹線に導入して以降、速度性能に劣るDC-6を使用していた日本航空は一時的に劣勢となり、急遽中距離国際線用として導入していたコンベア880型3機を1961年9月に東京-札幌線に投入した上に、国内線の乗客の急増に対策を迫られていた。このためDC-7C型3機を国際線仕様からモノクラス定員99席に改修して、低調な国際貨物便を減便、1962年に貨物便増強中のスカンジナビア航空との間でカーゴ型機（製造番号c/n45471/965、JA6305「City of Hong Kong」→SE-CCI「Erik Viking」）と旅客型1機（製造番号c/n45553/1038、SE-CCH「Erik Viking」→JA6306。愛称は「City of Hong Kong」を継承）を交換する交渉が成立した。中近距離専用機であるビッカース バイカウントとの差別化を狙い、広告などでは国際線専用機を国内線に導入したことが強調され、DC-8とコンベア880の国内線導入が進んだ1965年まで4機を国内線で使用した。	
日本航空の看板路線である東京 - サンフランシスコ線就航に際しては、座席に龍村特製の織物を使用するなど日本製の文化財級素材を用い、また後部ラウンジは茶室風にアレンジされ障子を入れるなど、日本風のデザインが奢られ、一部の外国人搭乗者には珍しがられた。結果的に特別仕様の日本航空所有機は退役後の売却先が見つからず、貨物機改修用に買い叩かれる結果になった（アルコアが購入したJA6303 	c/n45470/946、City of Los Angelesは移動ショールーム兼ビジネス機に改装、他3機は旅客チャーター機に転売された。この内の一機は旅客型として保存されている。 ）。

### 外国乗り入れ機
1957年には、スカンジナビア航空による史上初の北極ルートの北回りヨーロッパ線で東京 - アンカレッジ - コペンハーゲン航路に就航したほか、ノースウエスト航空やパンアメリカン航空が使用したものの、DC-8型やボーイング707型などのジェット機へまもなく入れ替わったため、運航された期間は短かった。なお、1964年10月に開催された東京オリンピック向けのチャーター機として複数の航空会社が使用した。

## 事故
- グランドキャニオン空中衝突事故
- ナショナル航空967便墜落事故